# ジェイムズ・ブランドン (軍人)
ジェイムズ・ブランドン（James Brandon、1734年 - 1790年）は、ノースカロライナ・ローワン郡の初期の開拓者であり、アメリカ独立戦争におけるノースカロライナ民兵の士官であった。1782年から1783年まで第2ローワン郡連隊を指揮した。

## 生涯
1734年にジョン・ブランドン・ジュニアとマリー・キャシーの息子として誕生。1754年にローワン郡でエリザベス・アームストロングと結婚。1760年と1764年にローワン郡のフォースクリーク北側の土地グランヴィルについて認可を取得し、奴隷所有者となった。彼は独立戦争以前からローワン郡安全委員会に参加。独立戦争後の1790年にローワン郡で死去、シアティラ長老派教会墓地に埋葬された。
彼は、以下の子供をもうけた。
- ウィリアム・ブランドン
- ベンジャミン・ブランドン
- ジョン・ブランドン
- ジェイン・ブランドン・ウィルソン
- アーベル・ブランドン
- アームストロング・ブランドン

## 軍務
ジェイムズ・ブランドンはアメリカ独立戦争中、ノースカロライナ民兵で士官を務めた。
- 准少佐：ノースカロライナ民兵ローワン郡連隊（英語版）（-1 775年）
- 少佐：ノースカロライナ民兵第1ローワン郡連隊（英語版）（1775年 - 1777年）
- 少佐：ノースカロライナ民兵ローワン郡連隊（英語版）（1777年 - 1780年）
- 中佐：ノースカロライナ民兵ローワン郡連隊（英語版）（1780年 - 1782年）
- 大佐：ノースカロライナ民兵第2ローワン郡連隊（英語版）（1782年 - 1783年）

ノースカロライナ植民地議会は1775年10月22日に、ローワン郡連隊を第1ローワン郡連隊と第2ローワン郡連隊の2つに分割した。1777年5月9日、バーク群連隊の設立に伴い、第1ローワン郡連隊はローワン郡連隊に戻された。1782年5月1日、ローワン郡連隊は第1ローワン郡連隊と第2ローワン郡連隊の2つに分割され、ジェイムズ・ブランドン大佐は第2ローワン郡連隊の指揮を任された。

## 戦闘
ジェイムズ・ブランドンが参加した主な戦闘は、次の通り。
- 1776年：チェロキー遠征（英語版）
- 1780年4月14日：モンクス・コーナーの戦い（英語版）
- 1780年春：チャールストン包囲戦い（英語版）